# Patricia Janiot
Ángela Patricia Janiot Martirena (sinh năm 1963) là một nhà báo, người dẫn chương trình tin tức, cựu nữ hoàng sắc đẹp và người mẫu người Colombia. Bà làm việc cho 25 người tại CNN en Español với tư cách là chuyên viên tin tức cao cấp, nơi bà thành lập sự nghiệp của mình và thúc đấy bà trở thành một nhân vật có uy tín trong ngành tin tức Mỹ Latinh. Hiện tại, bà làm việc với tư cách là Chuyên viên phỏng vấn tin tức và phóng viên cao cấp tại Noticias Univision.

## Hoa hậu Thế giới
Trước khi trở thành một nhà báo, Janiot là một người mẫu Colombia, sau đó bà tham gia với tư cách Hoa hậu Santander trong cuộc thi Hoa hậu Colombia 1983, cuộc thi mà bà được xếp hạng nhì và trở thành Hoa hậu Thế giới Colombia, là đại diện của Colombia cho cuộc thi Hoa hậu Thế giới 1984. Bà đến London và tham gia cuộc thi và có được kết quả là lọt Top 15 thí sinh bán kết. Người chiến thắng cuộc thi là Astrid Carolina Herrera.

## Cuộc sống cá nhân và công việc từ thiện
Janiot sinh năm 1963 tại Bucaramanga, Santander Department với song thân là ông Roberto Pablo Janiot (một người Argentina gốc Pháp), cựu cầu thủ bóng đá từng chơi cho Atlético Bucaramanga và vợ là bà Zunilda Martirena. Bà kết hôn với Miguel Yelós San Martín, từ Argentina, và có với ông hai con là Tábatha và Tadeo và hiện đang sống ở Miami, Florida. Janiot là chủ tịch của nền tảng Colombianitos, giúp trẻ em là nạn nhân của cuộc xung đột vũ trang Colombia.